# Limotettix shasta
Limotettix shasta är en insektsart som beskrevs av Ball 1916. Limotettix shasta ingår i släktet Limotettix och familjen dvärgstritar. Inga underarter finns listade i Catalogue of Life.